# Tomioka (Fukushima)
Tomioka (jap. 富岡町, -machi) ist eine Stadt im Landkreis Futaba in der japanischen Präfektur Fukushima.
Das Kernkraftwerk Fukushima Daini erstreckt sich im Süden der Gemeinde und in der Nachbargemeinde Naraha. Seit der Nuklearkatastrophe von Fukushima war die Stadt aufgrund von Evakuierung vollständig verlassen; sie lag in der Sperrzone um das havarierte Kernkraftwerk Fukushima I. Im Jahr 2013 bzw. 2017 wurde der Evakuierungsbefehl teilweise aufgehoben (siehe Abschnitt Sperrzone).

## Geografie
Tomioka liegt am Pazifischen Ozean. In 10 km Entfernung von der Küste steigt das Abukuma-Hochland an, das von Wäldern geprägt und weitgehend unbesiedelt ist. Dessen höchste Erhebung auf dem Gemeindegebiet ist der Ōkura-yama (大倉山) mit 593,1 m.
Tomioka ist umgeben von Ōkuma im Norden, Kawauchi im Westen und Naraha im Süden.

## Geschichte
Die Gemeinde Tomioka entstand im Zuge der landesweiten Reorganisation des Gemeindewesens am 1. April 1889 aus der Zusammenlegung von sechs Dörfern (mura) im damaligen Landkreis Naraha (楢葉郡, -gun): Kobama (小浜村, -mura), Oragahama (小良ヶ浜村, -mura), Kegaya (毛萱村, -mura), Kamikōriyama (上郡山村, -mura), Shimokōriyama (下郡山村, -mura) und Hotokehama (仏浜村, -mura).
Der Landkreis Naraha wurde am 1. April 1896 mit dem Landkreis Shineha (標葉郡, -gun) zum Landkreis Futaba (双葉郡, -gun), wörtlich: „zwei ha (葉)“, zusammengelegt.
Am 1. März 1900 wurde die Dorfgemeinde Tomioka zur Kleinstadt (machi) aufgestuft. Ihre heutige Ausdehnung erhielt sie am 31. März 1955 mit der Eingemeindung der Nachbarstadt Futaba (bis 1950: Kamioka), die gleich geschrieben wird wie die heutige Gemeinde Futaba die ihren Namen jedoch erst 1956 erhielt.

### Tōhoku-Erdbeben, -Tsunami und Nuklearkatastrophe 2011

#### Schäden und Opfer
Die Stadt wurde am 11. März 2011 vom Tōhoku-Erdbeben und dem davon ausgelösten Tsunami getroffen. 355 Wohngebäude wurden völlig und 2.819 teilweise zerstört.
Die Brand- und Katastrophenschutzbehörde (Fire and Disaster Management Agency, FDMA) meldete bis zu ihrem 145. Schadensbericht vom 13. März 2012 91 Tote und 3 Vermisste für Tomioka als Folge der Tōhoku-Dreifachkatastrophe von 2011, erhöhte ihre Angabe dann in ihrem 146. Schadensbericht vom 28. September 2012 auf 137 Tote und 6 Vermisste und bis zum 158. Schadensbericht vom 7. September 2018 auf 447 Tote und 6 Vermisste.
Gemessen an der Gesamtbevölkerung Tomiokas, die bei der Volkszählung von 2010 mit 16.001 angegeben worden war, betrug die Opferquote durch die Katastrophe von 2011 2,7 %, wenn alle in dem 157. FDMA-Schadensbericht registrierten Toten und Vermissten berücksichtigt werden.
Während viele Untersuchungen über katastrophale Schäden in der Sanriku-Region in den Präfekturen Iwate und Miyagi durchgeführt und veröffentlicht wurden, blieben Studien in der Präfektur Fukushima aufgrund der Evakuierung infolge der hohen Strahlenbelastung durch die Nuklearkatastrophe im Kernkraftwerk Fukushima Daiichi begrenzt. Die erste dieser wissenschaftlichen Studien in der Präfektur Fukushima nach der Nuklearkatastrophe wurde 2013 publiziert und untersuchte Tsunamihöhen anhand von Tsunamispuren an der Küste in der Evakuierungszone im Umkreis von 20 km vom Kernkraftwerk Fukushima Daiichi. Im nördlich des Kernkraftwerks gelegenen Minamisōma und in den südlich des Kernkraftwerks gelegenen Orten Nakoso und Naraha wurden mehrere Nachuntersuchungen durchgeführt. Die höchste Tsunamispur wurde in Höhe von 21,1 m T.P. auf einer Küstenklippe in Tomioka, 7 km südlich des Kernkraftwerks Fukushima Daiichi, gefunden. Die Untersuchungen ergaben, dass die Verteilung der Tsunami-Höhen an der Küste in der Präfektur Fukushima stark durch komplexe Offshore-Bathymetrie beeinflusst wurde. Die Fukushima-Küste unterscheidet sich von den weiter nördlich liegenden Sanriku- und Sendai-Küsten durch unterschiedliche topografische und bathymetrische Merkmale. Im Vergleich zu der Sendai-Ebene waren die Tsunami-Höhen an der Fukushima-Küste aufgrund der konvex geformten Küstenlinie und der damit verbundenen Bathymetrie vor der Küste, die zu einer Bündelung der Tsunami-Energie neigt, erhöht.

#### Evakuierung
Als Gegenmaßnahme zur Nuklearkatastrophe wurde ein Sperrgebiet um das Kernkraftwerk Fukushima Daiichi in einem Umkreis von 20 km ausgewiesen. Es gab jedoch auch jenseits dieses 20-km-Radius viele andere Standorte mit hohen Strahlungswerten, da radioaktive Partikel über den Wind aus dem havarierten Kraftwerk fortgetragen wurden. Zu diesen Orten zählten Tomioka sowie 10 weitere Dörfer und Städte, darunter Minamisōma, Naraha, Kawauchi, Ōkuma, Futaba, Namie, Katsurao, Iitate, Tamura und Kawamata. Diese Regionen wurden entsprechend ihrer radioaktiven Belastung nach der Erlassung der Evakuierungsanordnungen vom 7. Mai 2013 in folgende vier verschiedene Kategorien eingeteilt: Gebiete mit einer Strahlenbelastung von weniger als 20 mSv pro Jahr, die von der Regierung als Schwellenwert für eine dauerhafte Rückkehr behandelt wurde, bildeten die Kategorie 1. Gebiete dieser Kategorie 1 konnten die Einwohner nach eigenem Ermessen und ohne Einsatz von Schutzausrüstung betreten mit der einzigen Einschränkung, dass sie dort nicht übernachten durften. Diese Gebiete waren bereit für eine Aufhebung des Evakuierungsbefehls. In Gebieten mit einer Strahlenbelastung zwischen 20 und 50 mSv pro Jahr (Kategorie 2) war den Einwohnern ein dauerhafter Aufenthalt untersagt. Gebiete mit über 50 mSv pro Jahr (Kategorie 3) wurden als langfristig ungeeignet für eine Rückkehr der Einwohner angesehen. Einen Sonderstatus nahm ein viertes Evakuierungsgebiet ein.
Da die Dekontaminierung radioaktiv belasteter Gebiete eine lange Zeit in Anspruch nimmt, begannen die Kommunalverwaltungen von Namie, Okuma, Futaba und Tomioka Ende 2011, „temporäre Städte“ oder Migrantengemeinschaften für die aus ihren ursprünglichen Gemeinden Vertriebenen zu planen. Sowohl Gemeindeverwaltungen und öffentliche Einrichtungen als auch die Einwohner wurden in diese temporären Städte verlegt. Im Dezember 2011 formulierte die Präfekturverwaltung von Fukushima einen Wiederaufbauplan, dessen Grundkonzepte darin bestanden, eine sichere und nachhaltige Gesellschaft ohne Kernenergie aufzubauen, Fukushima neu zu beleben und Städte wiederherzustellen. Im März 2012 wurde ein Gesetz der „besonderen Maßnahmen für die Wiedergeburt von Fukushima“ erlassen. Im Juli 2012 verabschiedete das Kabinett grundlegende Richtlinien für den Wiederaufbau in Fukushima, die das Ziel verfolgten, den Wiederaufbau und die Wiederbelebung nach dem Nuklearunfall in ganzheitlicher Weise zu fördern. Von September 2012 bis März 2013 formulierten die vier Gemeinden Namie, Ōkuma, Futaba und Tomioka – in die die Einwohner nicht zurückkehren konnten – Sanierungspläne. Da nicht bekannt war, wann die Menschen in ihre Heimatgemeinden zurückkehren könnten, umfassten die Pläne die Umsiedlung in andere Gemeinden, aber keinen detaillierten Wiederaufbau der ursprünglichen Gemeinden.
Mit Stand von August 2012 hatten 30 % der Einwohner Tomiokas die Präfektur Fukushima verlassen, während 18 % in Übergangswohnungen und 52 % in Mietwohnungen Fukushimas lebten.

#### Sperrzone
Das Gemeindegebiet von Tomioka liegt vollständig in der aufgrund der Nuklearkatastrophe von Fukushima eingerichteten 20-km-Sperrzone, so dass die Gemeinde nach Kōriyama evakuiert wurde. Am 25. März 2013 wurde Tomioka aus der Sperrzone ausgegliedert und stattdessen nach radioaktiver Belastung gestaffelt in drei Zonen der Kategorien 1 (Gebiet bereit für Aufhebung des Evakuierungsbefehls), 2 (Einwohnern ist dauerhafter Aufenthalt untersagt) und 3 (langfristig ungeeignet für Rückkehr der Einwohner) eingeteilt. Am 31. März und 1. April 2017 hob die japanische Regierung die Evakuierungsbefehle für rund 32.000 Einwohner aus den vier strahlenbelasteten Gemeinden Iitate, Kawamata, Namie und Tomioka auf, denen somit wieder erlaubt war, in ihre Häuser zurückzukehren. Die einzigen Orte, die damit noch Gegenstand von Evakuierungsbefehlen waren, waren Futaba und Ōkuma sowie Teile der fünf benachbarten Städte und Dörfer Minamisōma, Iitate, Namie, Tomioka, Katsurao.

## Verkehr
Die wichtigsten Fernstraßen von Tomioka sind die Jōban-Autobahn nach Misato und die Nationalstraße 6 nach Chūō (Tokio) oder Sendai.
Anschluss an das Schienennetz besteht mit der JR Jōban-Linie zum Bahnhof Nippori in Arakawa oder Iwanuma. In Tomioka befinden sich die Bahnhöfe Tomioka und Yonomori.

## Sehenswürdigkeiten
Im Norden der Stadt befindet sich der Yonomori-Park (夜ノ森公園, Yonomori kōen, wörtlich: „Nachtwald-Park“) der insbesondere für die mehr als 500 Somei-Yoshino-Kirschbäume (Prunus × yedoensis 'Somei-yoshino') auf mehr als 2,5 km Länge bekannt ist und daher zur Blütezeit der Kirschblüten im April ein beliebter Ort für das Hanami ist. Der Wald selber war in der Sengoku- und Edo-Zeit die Grenze zwischen den Besitzungen des Iwaki-Klans bzw. dem späteren Lehen Iwakitaira und den des Sōma-Klans bzw. dem Lehen Nakamura-Sōma.

## Bildung
In Hirono befinden sich die Grundschulen Tomioka 1 (富岡町立富岡第一小学校, Tomioka-chōritsu Tomioka daiichi shōgakkō) und Tomioka 2 (富岡町立富岡第一小学校, Tomioka-chōritsu Tomioka daini shōgakkō), die Mittelschulen Tomioka 1 (富岡町立富岡第一中学校, Tomioka-chōritsu Tomioka daiichi chūgakkō) und Tomioka 2 (富岡町立富岡第二中学校, Tomioka-chōritsu Tomioka daini chūgakkō), sowie die präfekturale Oberschule Tomioka (福島県立富岡高等学校, Fukushima-kenritsu Tomioka kōtō gakkō). Zusätzlich gibt es in Tomioka noch eine von der Präfektur betriebene Förderschule (福島県立富岡養護学校, Fukushima-kenritsu Tomioka yōgo gakkō).

## Städtepartnerschaften
Tomioka schloss am 6. Dezember 1983 eine Städtepartnerschaft mit dem neuseeländischen One Tree Hill. Als dieses 1989 in Auckland City aufging, übernahm diese die Beziehung. Die Beziehung wird von Tomioka als Städteschwesterschaft und von Auckland als Städtefreundschaft bezeichnet, die sich hauptsächlich dem Bildungsaustausch widmet.
Zudem pflegt Tomioka seit dem 20. Juni 1995 eine Freundschaft mit dem Kreis Haiyan in der chinesischen Provinz Zhejiang.